# Парварда
Парварда — національні солодощі Узбекистану та Таджикистану.

## Приготування
До складу парварди входить цукор, вода, лимонна кислота та борошно. Спочатку готують з цукру, води та лимонної кислоти карамельну масу, яку потім на борошні розкатують та розтягують у джг. Потім його нарізують на подушечки. На смак парварда нагадує м'які іриски-тягучки.